# Taylorsville (Georgia)
Taylorsville è un comune degli Stati Uniti d'America, situato nello Stato della Georgia, diviso tra la contea di Bartow e la contea di Polk.